# Gare d'Aubenton
La gare d'Aubenton est une  ancienne gare ferroviaire française, située sur le territoire de la commune d'Aubenton, dans le département de l'Aisne, en région Hauts-de-France.

## Situation ferroviaire
Établie à 183 m d'altitude, la gare d'Aubenton est située au point kilométrique (PK) 14.450 de la ligne d'Hirson à Amagne - Lucquy entre les gares de Martigny-Leuze (fermée) et Rumigny (fermée). Les gares ouvertes qui l'encadrent sont celles d'Hirson et de Liart.

## Histoire

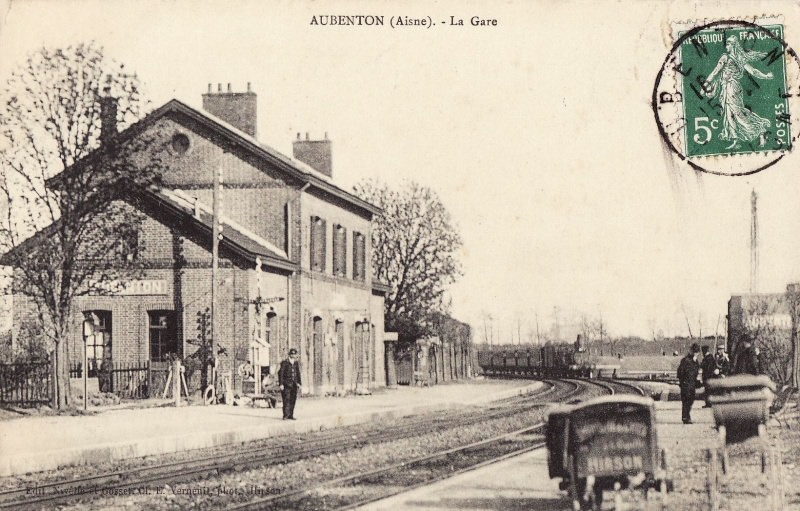
La gare d'Aubenton vers 1910 avec l'arrivée d'un train venant de Rumigny
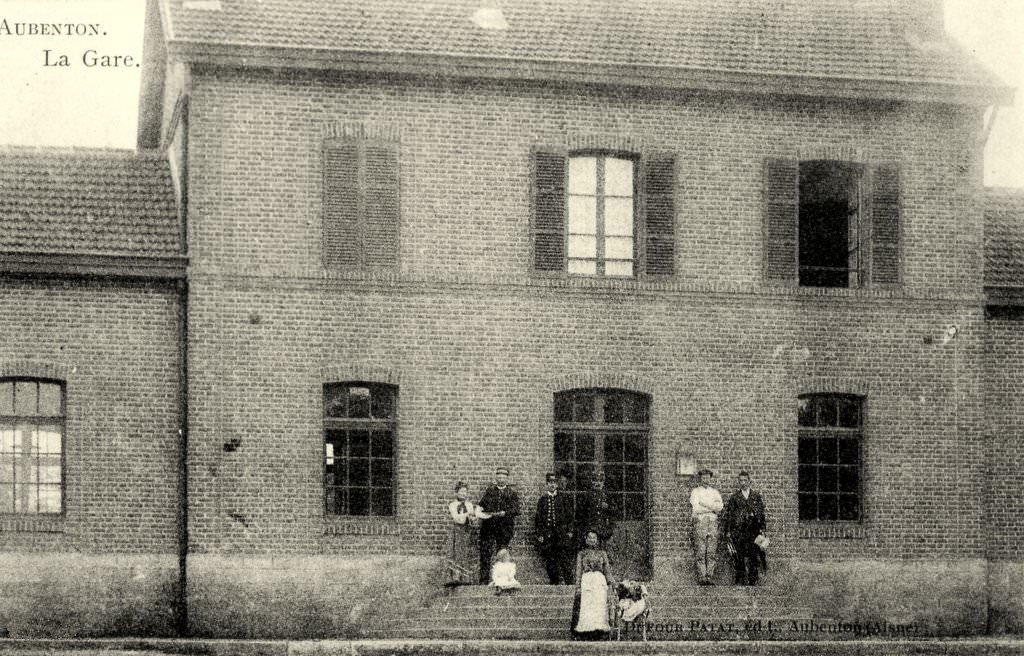
Le chef de gare et ses adjoints vers 1920.

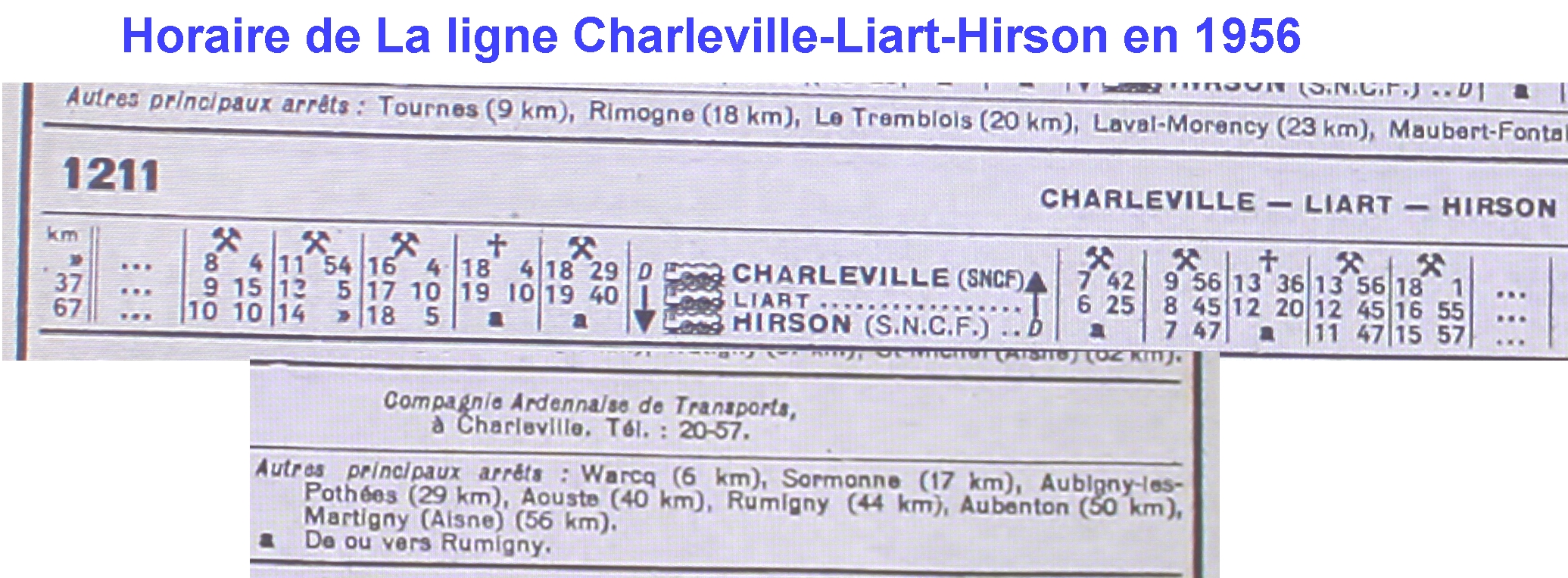
Horaire de la ligne Charleville-Liart-Hirson en 1956. Chaque jour, 5 trains s'arrêtaient dans chaque sens à la gare d'Aubenton.

Catte gare a été inaugurée le 20 décembre 1885 quelques jours après la mise en service de la ligne.
Désaffectée depuis plusieurs années, la gare a été vendue à une personne privée et est actuellement dans un état de délabrement.